# Me’ir Argow
Me’ir Argow (hebr.: מאיר ארגוב, ang.: Meir Argov, ur. 1905 w Rybnicy (ob. Mołdawia Naddniestrze), zm. 24 listopada 1963) – izraelski polityk, w latach 1949–1963 poseł do Knesetu z listy Mapai.
W pierwszych wyborach parlamentarnych w 1949 po raz pierwszy dostał się do izraelskiego parlamentu. Zasiadał w Knesetach I, II, III, IV i V kadencji.